# 蒙商
蒙商最早是指十三世纪蒙古帝国时期活跃于丝绸之路上的蒙古商人，它们利用横跨欧亚的地理优势将欧洲货物输送至中国。近代蒙古商人亦活跃在商界领域，一些蒙古属性的企业、网站纷纷建立。